# Hilda Ormsby
Hilda Ormsby (nom de naissance Hilda Rodwell Jones), née le 1er novembre 1877 à Hanley et morte le 23 octobre 1973 à Althorne en Angleterre, est une universitaire et géographe britannique.
Elle est également la première femme à siéger au conseil de l'Institute of British Geographers.

## Biographie
Ormsby naît à Hanley dans le Staffordshire en 1877 au sein d'une famille nombreuse. Son père, le révérend W. Rodwell Jones est pasteur méthodiste et sa famille déménage souvent à travers le pays.
Elle est la sœur du géographe britannique Llewellyn Rodwell Jones, travaillant lui aussi à la London School of Economics. Une de leurs sœurs est missionnaire en Afrique.
Spécialisée en langues, elle étudie le français et l'allemand à l'École Normale de Melun. Elle lit alors les travaux du géographe français Paul Vidal de la Blache.
Entre 1908 et 1909, Hilda Ormsby étudie à la London School of Economics and Political Science (LSE) à Londres. Elle y est diplômée de géographie en 1909.
En 1911, elle et son frère, Llewellyn, suivent les conférences données par le géographe de la LSE Halford Mackinder le samedi matin.
Hilda Ormsby épouse le journaliste à Reuters George Ormsby le 26 juin 1920.
Elle décède à Althorne en 1973.

## Carrière professionnelle
Hilda Ormsby devient démonstratrice en géographie en 1912 auprès d'Halford Mackinder. Elle remplace à ce poste Alice Robinson (Lady Bottomley). Elle y réalise un travail important durant la Première Guerre mondiale tout en donnant des conférences et en continuant d'étudier. L'une de ses tâches consiste alors à créer des cartes à grande échelle des champs de bataille du front occidental pour le renseignement naval (en) pour qui elle travaille à mi-temps,.
Elle obtient un Bachelor of Science d'économie en 1918.
En reconnaissance de son travail, elle devient lectrice en géographie à la London School of Economics en 1918.
L'année suivante, son frère, Llewellyn, revient à ses côtés à la London School of Economics, quittant son poste à Leeds et arrivant avec un bon bilan de guerre. Ils entretiennent une relation fusionnelle. Ils travaillent ensemble sans concurrence, partageant même la réalisation de certains cours.
En 1920, Hilda Ormsby devient professeure de l'Université de Londres en géographie économique puis assistante d'Halford Mackinder à la place de son frère Llewellyn qui est promu lecteur en commerce avec une spécialité en géographie commerciale.
En 1925, son frère succède à Halford Mackinder à la tête du département.
Hilda Ormsby devient Reader en géographie en 1932.
En 1933, elle et douze géographes fondent l'Institut des géographes britanniques alors que la Royal Geographical Society se concentre sur l'exploration. L'institut fusionne avec la Royal Geographical Society en 1995.
Hilda Ormsby prend sa retraite en 1940, à l'âge de 62 ans. Elle continue à donner occasionnellement des conférences jusqu'en 1942 et travaille pour le renseignement naval (en) à Cambridge sur la France et l'Allemagne.

## Travaux
Hilda Ormsby travaille sur Londres, la France et l'Allemagne.
Son livre London on the Thames (1924) est considéré comme « le premier texte géographique sur Londres ».

## Reconnaissance
En 1931, elle obtient un DSc en économie pour ses livres France: a regional and economic geography publié en 1931 et London on the Thames, publié en 1924.
En 1936 Hilda Ormsby est la première femme à siéger au conseil de l'Institute of British Geographers où elle reste un an. Il s'écoule douze ans avant qu'une autre femme ne siège au conseil.
En 1962, elle devient à la fois fellow de la London School of Economics et de la Royal Geographical Society,.

## Publications
- (en) Hilda Ormsby, London on the Thames, Sifton, 1924 (lire en ligne)
- (en) H. Ormsby, France: A Regional and Economic Geography, Methuen, 1931 (lire en ligne)

## Sources et références
- (en) Cet article est partiellement ou en totalité issu de l’article de Wikipédia en anglais intitulé « Hilda Ormsby » (voir la liste des auteurs).

1. 1 2 3 4 5 6 7 8 9 10 11 12 13  Thomas Walter Freeman, International Geographical Union. Working Group on the History of Geographical Thought et International Union of the History and Philosophy of Science, Geographers : biobibliographical studies. Volume 5, [2016?] (ISBN 978-1-4742-3078-0 et 1-4742-3078-4, OCLC 936447677, lire en ligne)
2. 1 2  « Ormsby [née Rodwell Jones], Hilda (1877–1973), geographer », dans The Oxford Dictionary of National Biography, Oxford University Press, 23 septembre 2004 (DOI 10.1093/ref:odnb/62412, lire en ligne), ref:odnb/62412
3. 1 2  (en) Hugh Clout, « Cross-Channel Geographers: a century of activity. », Cybergeo: European Journal of Geography,‎ 6 décembre 2005 (ISSN 1278-3366, DOI 10.4000/cybergeo.2966, lire en ligne, consulté le 4 mars 2022)
4. 1 2 3  Avril Maddrell, Complex Locations : Women's Geographical Work in the UK 1850-1970., Wiley, 2011 (ISBN 978-1-4443-9958-5 et 1-4443-9958-6, OCLC 929529909, lire en ligne)